# Братолюбовка (Кропивницкий район)
Братолю́бовка (укр. Братолюбівка) — село в Гуровской сельской общине Кропивницкого района Кировоградской области Украины.
До 2020 года входило в Долинский район
Население - 502 человека в 2025 году. Население по переписи 2001 года составляло 824 человека. Почтовый индекс — 28512. Телефонный код — 5234. Занимает площадь 3,245 км². Код КОАТУУ — 3521980801.